# Дьяково (Вологодский район)
Дьяково — деревня в Вологодском районе Вологодской области.
Входит в состав Подлесного сельского поселения, с точки зрения административно-территориального деления — в Подлесный сельсовет.
Расстояние по автодороге до районного центра Вологды — 15 км, до центра муниципального образования Огарково — 2 км. Ближайшие населённые пункты — Кишкинцо, Грибково, Снасудово.
По переписи 2002 года население — 2 человека.